# Korn shell
Korn shell (ksh) — командная оболочка UNIX, разработана Дэвидом Корном (AT&T) в 1980-x годах. Имеет полную обратную совместимость с Bourne shell и включает в себя возможности C shell. Является стандартом де-факто и используется по умолчанию в некоторых Unix-системах, например, в AIX, OpenBSD и QNX. Имеет развитую систему горячих клавиш.
До 2000 года код оболочки был закрытым.